# Teuku Iskandar
Teuku Iskandar (ur. 14 października 1924 w Aceh, zm. 5 września 2012 w Lejdzie) – indonezyjski krytyk literacki i leksykograf.

## Życiorys
W 1950 roku ukończył studia na Uniwersytecie w Lejdzie. W 1955 roku obronił rozprawę doktorską na temat dzieła Hikayat Aceh, później wydaną w formie monografii.
Był jednym z założycieli Universitas Syiah Kuala (Aceh, 1961). Przez około 13 lat wykładał na różnych uczelniach w Malezji (w tym Universiti Malaya), współpracował z Dewan Bahasa dan Pustaka przy pracach nad słownikiem Kamus Dewan (1970). Słownik ten nadal stanowi źródło encyklopedyczne dla języka malajskiego. Następnie pracował na Uniwersytecie Brunei Darussalam, gdzie objął stanowisko profesora. Po przeprowadzce do Holandii został profesorem literatury malajskiej i aczińskiej na Uniwersytecie w Lejdzie.

## Nagrody
- Nagroda kulturalna Satyalencana (2017)[5]

## Wybrane publikacje
- De Hikayat Atjeh. ‘S-Gravenhage: Nederlandsche Boek-en Steendrukkerij V. H. H. L. Smits. (RCLOS 992.1 ISK), 1959.
- Some Aspects Concerning the Work of Copyists of Malay Historical Writings // Peninjau Sejarah, 3 (2), 1968.
- Kamus Dewan. Kuala Lumpur: DBP, 1970 (wydanie drugie 1984)
- Hikayat Aceh: Kisah Kepahlawanan Sultan Iskandar Muda. Banda Aceh: Proyek Rehabilitasi dan Perluasan Museum Daerah Istimewa Aceh, 1978.
- Kesusasteraan Klasik Melayu Sepanjang Abad. Bandar Seri Begawan: Jabatan Kesusasteraan Melayu Universiti Brunei Darussalam, Brunei, 1995.
- Catalog of Acehnese Manuscripts. Leiden, University Library / ILDEP 1994 / (Codices Manuscripti XXIV) (wraz z: P. Voorhoeve)[6].
- Catalog of Malay, Minangkabau, and South Sumatran manuscripts in the Netherlands. 2 vols., Xiv, 1095 pp. Leiden: Documentatiebureau Islam-Christendom, 1999[7].
- Hikayat Aceh. Kuala Lumpur: Yayasan Karyawan (R 959.81 ISK), 2001.
- Aceh as a Muslim-Malay Cultural Center (14th-19th Century) // First International Conference of Aceh and Indian Ocean Studies February 24–27, 2007. Organized by Asia Research Institute, National University of Singapore & Rehabilitation and Construction Executing Agency for Aceh and Nias (BRR), Banda Aceh, Indonesia 2007.